# Lomatopodium staurophyllum
Lomatopodium staurophyllum är en flockblommig växtart som först beskrevs av Karl Heinz Rechinger, och fick sitt nu gällande namn av Karl Heinz Rechinger. Lomatopodium staurophyllum ingår i släktet Lomatopodium och familjen flockblommiga växter. Inga underarter finns listade i Catalogue of Life.